# Сергей Пускепалис
Сергей Пускепалис е руски театрален и кино актьор, както и театрален режисьор, заслужил артист на Русия.

## Биография
Сергей Пускепалис е роден на 15 април 1966 година в Курск. Баща му е литовец, а майка му - българка от Приднестровието.
Завършил е Саратовското театрално училище, след което отбива военната си служба във военноморския флот на СССР. Постъпва в Руския университет за театрално изкуство в Москва. Работи в Самарския театър „Понеделник“. От 2003 до 2007 година е главен режисьор в Магнитогорския драматичен театър „А. С. Пушкин“, а от юни 2009 до февруари 2010 г. - в най-стария обществен театър на Русия, „Фьодор Волков“ в Ярославъл.
В киното се снима от 2003 година. Носител е на награда „Ника“ (2008) за откритие на годината с филма „Монгол“, както и на Сребърна мечка (2010) за най-добра мъжка роля с филма „Как прекарах това лято“.

## Филмография
- Шифър (2019 - 2022)
- Златната орда (2018)
- Ходене по мъките (2017)
- Битката за Севастопол (2015)
- Разходка (2003)
- Простые вещи (2007)
- Скоро весна (2009)
- Аптекар (2010)
- Как прекарах това лято (2010)
- Попытка Веры (2010)
- Сибир, Монамур (2011)
- Моето гадже е ангел (2011)
- Защита свидетелей (2011)
- И не было лучше брата (2011)
- 1941. Крылья над Берлином (2022)